# Fontana del Carciofo (Firenze)
La fontana del Carciofo si trova a palazzo Pitti a Firenze.

## Storia e descrizione
Si trova su una terrazza sul fabbricato che chiude il lato nord-est del cortile dell'Ammannati del palazzo. Questo lato è infatti di altezza ribassata in modo da permettere la visione dell'asse prospettico dominato dall'anfiteatro di Boboli affacciandosi dal piano nobile del palazzo. La fontana domina così questa veduta e decora il punto intermedio tra palazzo e giardino. La fontana si trova esattamente sopra la grotta di Mosè.
La fontana del Carciofo fu scolpita da Francesco Susini e Francesco del Tadda, iniziata nel 1639 e collocata nel 1641, quando sostituì un'altra fontana detta di Giunone, opera di Bartolomeo Ammannati, della quale restano alcuni frammenti oggi al Museo del Bargello. 
La denominazione del Carciofo dovrebbe essere dovuta alla somiglianza tra le foglie che crescono sui gambi del carciofi e le decorazioni delle valve delle conchiglie con gli amorini ai lati della scalinata sulla quale poggia la vasca ottagonale. 
Ad ogni spigolo della vasca si trova un putto in marmo, in pose allegre e spensierate, mentre altri due putti sono a cavalcioni di pesci al di sopra delle già citate conchiglie laterali. Dal centro della vasca si erge un basamento scolpito che sorregge due vasche concentriche, sulla sommità delle quali si sprigiona lo spruzzo d'acqua che anima la fontana. Il basamenti di queste vasche è decorato da varie figure fantastiche, tra le quali si riconoscono delle erme con festoni nella parte superiore e due tritoni accovacciati in quella inferiore.

## Galleria d'immagini

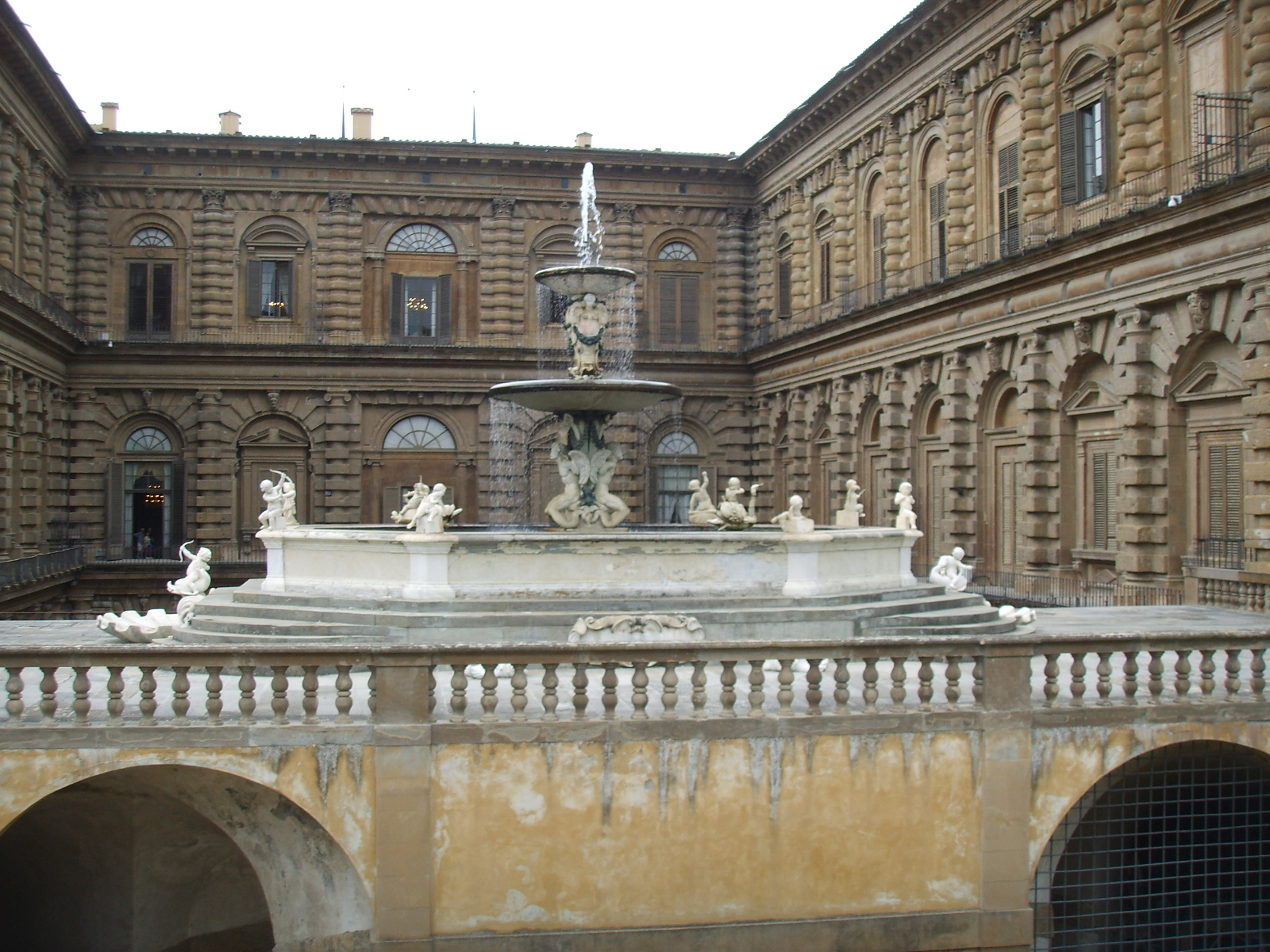
Veduta dal Giardino di Boboli
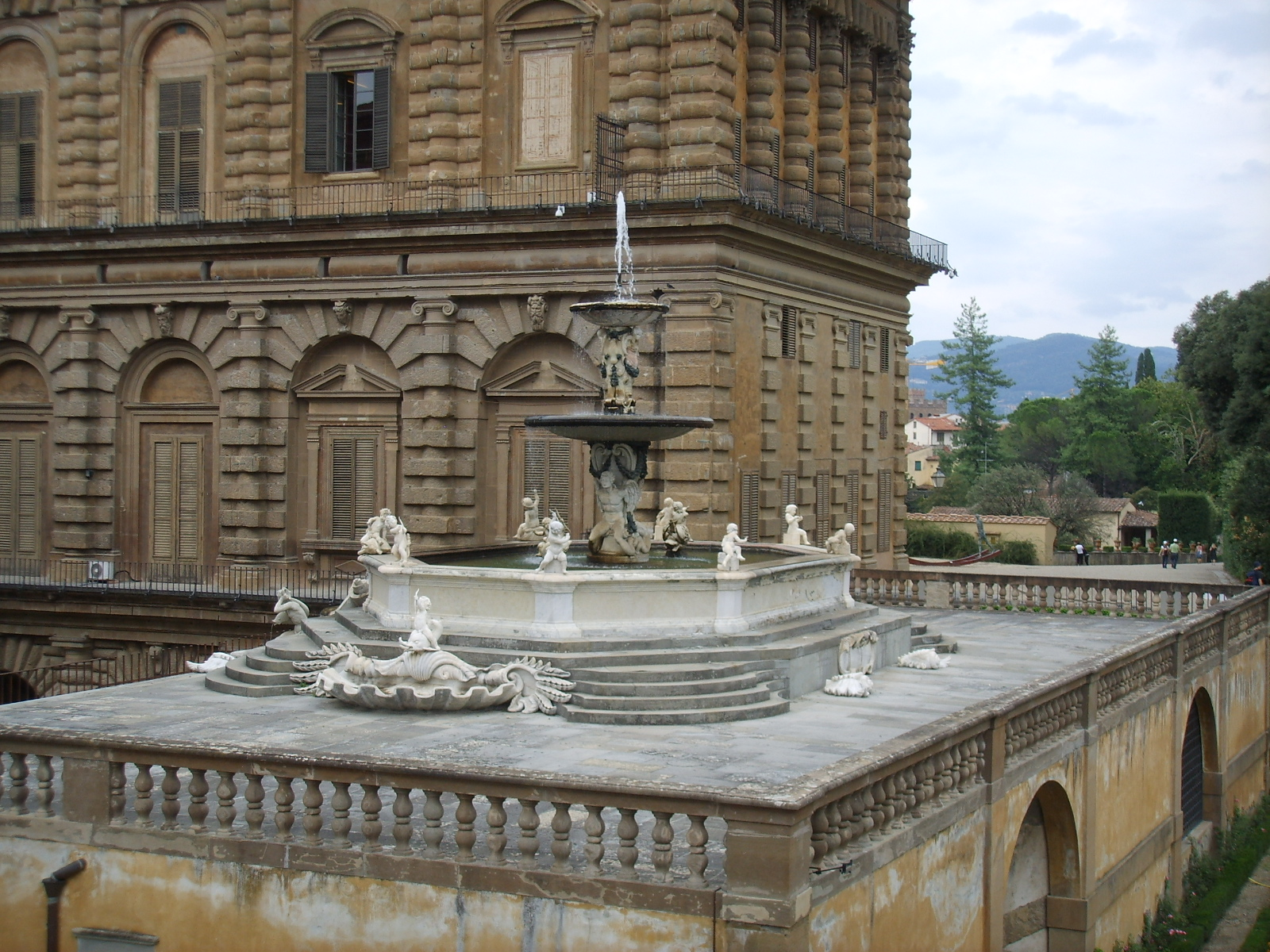
Veduta laterale
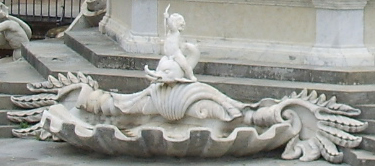
Dettaglio della conchiglia laterale con i racemi che assomigliano a foglie di carciofo